# Léon Vandermeersch
Pour les articles homonymes, voir Vandermeersch.
Léon Vandermeersch, né à Wervicq-Sud (Nord) le 7 janvier 1928 et mort le 17 octobre 2021 à Paris, est un universitaire et sinologue français.
Il a étudié la culture de la Chine mais également les influences de celle-ci dans divers pays de la région (Japon, Corée).

## Biographie
Léon Vandermeersch est diplômé de l'École nationale des langues orientales en chinois (1948) et en vietnamien (1950), et de la Faculté des lettres de Paris en philosophie (licence d'enseignement et DES en 1946-1951) et en droit (doctorat obtenu à la Faculté de droit de Paris en 1951).
Il commence sa carrière au Vietnam comme professeur de lycée, puis conservateur du 
musée Louis Finot, de 1951 à 1958. Il est ensuite nommé au Japon (Kyoto) puis à Hong Kong, où il poursuit ses recherches sur la Chine ancienne.
Il obtient ultérieurement le diplôme de l'École pratique des hautes études, VIe section, pour un mémoire sur le légisme chinois (1962), et le doctorat d'État ès lettres pour une thèse sur les institutions de la Chine archaïque à l'université Paris-VII (1975).
En 1966, il intègre la Faculté des lettres d'Aix-en-Provence, où il crée l'enseignement du chinois (1966-1973), avant de devenir professeur à l'université Paris-VII, où il dirige l'UER d'Asie orientale (1973-1979).
Il est ensuite jusqu'à sa retraite en 1993 directeur d'études à l'École pratique des hautes études : il y enseigne l'histoire du confucianisme. Il est détaché pour diriger la Maison franco-japonaise de Tokyo de 1981 à 1984 et assure la direction de l'École française d'Extrême-Orient (EFEO) de 1989 à 1993.

## Œuvres

### Ouvrages
- Wangdao ou la Voie Royale - Recherches sur l'esprit des institutions de la Chine archaïque, Paris, École Française d'Extrême-Orient, 1980.
- Le nouveau monde sinisé, Paris, PUF, 1986.
- Confucianisme et sociétés asiatiques, Yuzô Mizoguchi et Léon Vandermeersch (éd.), Paris, Éditions L'Harmattan - Sophia University (Tokyo), 1991.
- Études sinologiques, Paris, PUF, 1994.
- Sagesses chinoises, Paris, Flammarion, coll. « Dominos », 1997 avec Jean de Miribel.
- Léon Vandermeersch, Les deux raisons de la pensée chinoise : divination et idéographie, Gallimard, 2013, 203 p..
- Ce que la Chine nous apprend : sur le langage, la société, l’existence, Paris, Éditions Gallimard, 2019.  (ISBN 978-2-07-282845-4)
- La Littérature chinoise, littérature hors norme, Gallimard, Paris, « Bibliothèque des sciences humaines », 2022.

### Articles
- Léon Vandermeersch, « Une tradition réfractaire à la théologie : la tradition confucianiste », Extrême-Orient, Extrême-Occident, no 6. Une civilisation sans théologie ?,‎ 1985, p. 9-21 (DOI 10.3406/oroc.1985.917, lire en ligne)
- Léon Vandermeersch, « Les origines divinatoires de la tradition chinoise du parallélisme littéraire », Extrême-Orient, Extrême-Occident, no 11. Parallélisme et appariement des choses, sous la direction de Corinne Le Mero,‎ 1989, p. 11-33 (DOI 10.3406/oroc.1989.945, lire en ligne)

## Décorations
- Chevalier de la Légion d'honneur (31 décembre 1998)
- Officier de l'ordre des Palmes académiques